# Lantana hirta
Lantana hirta là một loài thực vật có hoa trong họ Cỏ roi ngựa. Loài này được Graham mô tả khoa học đầu tiên năm 1826.